# Tiskovina
Tiskovina je obecné označení pro polygrafický produkt, zpravidla papírový dokument, vzniklý nějakým druhem tisku. Obvykle se tiskovinou rozumějí dokumenty nesoucí informace textové, obrazové, notové a podobně: knihy, časopisy, noviny, brožury, letáky, ceniny a podobně. Naopak tištěné látky, tapety atd. se za tiskoviny nepokládají. V užším smyslu se označení používá jen pro dokumenty vzniklé mechanickým tiskem.

## Periodické tiskoviny
Mezi nejvýznamnější druhy tiskovin patří ty, které se tisknou a vydávají periodicky, v pravidelných intervalech: noviny a časopisy. V poslední době ale čelí těžké konkurenci internetových periodik a zpravodajských portálů.

## Poštovní provoz
Už od 19. století nabízely pošty pro přepravu tiskovin zvláštní, většinou výhodnější tarify. Česká pošta je nabízí pod označením "obchodní psaní".